# かほく市立宇ノ気中学校
かほく市立宇ノ気中学校（かほくしりつ うのけちゅうがっこう）は、石川県かほく市森レにある市立中学校。

## 通学区域
森、狩鹿野、指江、多田、気屋、上山田、下山田、鉢伏、宇気、七窪、宇野気、内日角、大崎、横山、谷、笠島、上田名、余地

## 出身著名人
- 奥川恭伸（プロ野球選手）
- 山瀬慎之助（プロ野球選手）